# Bishopanthus
Bishopanthus H.Rob., 1983 è un genere di piante angiosperme dicotiledoni della famiglia delle Asteraceae.

## Descrizione
L'habitus delle piante di questo genere è arbustivo. I fusti sono provvisti di latice.
Le foglie in genere sono disposte lungo il fusto in modo opposto. Alla base delle foglie possono essere fuse nella guaina nodale. La lamina è intera: da lanceolata a ovata con bordi più o meno dentati. Le venature sono trinervate. La superficie può essere liscia oppure bollosa. La consistenza in genere è fogliacea oppure carnosa.
L'infiorescenza è formata da capolini di tipo radiato eterogamo. I capolini sono singoli (monocefali) con peduncoli (raramente sono sessili). La struttura dei capolini è quella tipica delle Asteraceae: un peduncolo (corto o lungo) sorregge un involucro a forma campanulata composto da 25 squame (o brattee) disposte in 2 serie subuguali in modo embricato e scalato che fanno da protezione al ricettacolo  sul quale s'inseriscono due tipi di fiori: quelli esterni ligulati, disposti a raggiera e quelli interni tubulosi molto più numerosi. Il ricettacolo, alveolato, spesso con creste o punte sporgenti, è nudo (senza pagliette).
I fiori sono tetra-ciclici (ossia sono presenti 4 verticilli: calice – corolla – androceo – gineceo) e pentameri (ogni verticillo ha in genere 5 elementi). I fiori si dividono in due tipi: del raggio e del disco. I fiori del raggio (ligulati, zigomorfi e circa 20) sono di solito femminili e fertili. I fiori del disco (tubulosi, actinomorfi e circa 25) sono in genere ermafroditi.
- Formula fiorale:

*/x K {\displaystyle \infty }, [C (5), A (5)], G 2 (infero), achenio
- Calice: i sepali del calice sono ridotti ad una coroncina di squame.

- Corolla: le ligule delle corolle dei fiori del raggio hanno delle forme lineari e terminano con tre denti; le gole dei fiori del disco sono ampie fin dalla base, mentre i lobi sono allungati e lineari; il colore è giallo o tonalità vicine.

- Androceo: gli stami sono 5 con filamenti liberi e distinti, mentre le antere sono saldate in un manicotto (o tubo) circondante lo stilo. La base delle teche delle antere sono provviste di corte code frangiate. Il polline è ricoperto da spine in modo uniforme. Il polline è sferico, e tricolporato, echinato.

- Gineceo: lo stilo è filiforme, mentre gli stigmi dello stilo sono due, brevi e divergenti. L'ovario è infero uniloculare formato da 2 carpelli. Gli stigmi in genere sono corti e filiformi ed hanno la superficie stigmatica (papille) interna. La parte superiore dello stilo può essere pelosa (quella basale è glabra).

I frutti sono degli acheni con pappo. La forma dell'achenio varia da oblunga a prismatica a più coste; la superficie è setolosa, con peli uniseriati e ghiandole. Sono presenti dei rafidi a sezione subquadrata. Il pappo, più o meno a due serie, è formato da circa 35 setole (quelle esterne sono corte).

## Biologia
- Impollinazione: l'impollinazione avviene tramite insetti (impollinazione entomogama tramite farfalle diurne e notturne).
- Riproduzione: la fecondazione avviene fondamentalmente tramite l'impollinazione dei fiori (vedi sopra).
- Dispersione: i semi (gli acheni) cadendo a terra sono successivamente dispersi soprattutto da insetti tipo formiche (disseminazione mirmecoria). In questo tipo di piante avviene anche un altro tipo di dispersione: zoocoria. Infatti le brattee dell'involucro possono agganciarsi ai peli degli animali di passaggio disperdendo così anche su lunghe distanze i semi della pianta.

## Distribuzione e habitat
La distribuzione delle piante di questo genere è relativa al Perù.

## Tassonomia
La famiglia di appartenenza di questa voce (Asteraceae o Compositae, nomen conservandum) probabilmente originaria del Sud America, è la più numerosa del mondo vegetale, comprende oltre 23.000 specie distribuite su 1.535 generi, oppure 22.750 specie e 1.530 generi secondo altre fonti (una delle checklist più aggiornata elenca fino a 1.679 generi). La famiglia attualmente (2021) è divisa in 16 sottofamiglie.

### Filogenesi
Le piante di questa voce appartengono alla tribù Liabeae della sottofamiglia Vernonioideae. Questa assegnazione è stata fatta solo ultimamente in base ad analisi di tipo filogenetico sul DNA delle piante. Precedenti classificazioni descrivono queste piante nella sottofamiglia Cichorioideae oppure (ancora prima) i vari membri di questo gruppo, a dimostrazione della difficoltà di classificazione delle Liabeae, erano distribuiti in diverse tribù: Vernonieae, Heliantheae, Helenieae, Senecioneae e Mutisieae.
Le seguenti caratteristiche sono condivise dalla maggior parte delle specie della tribù:
- nei fusti è frequente la presenza di lattice;
- le foglie hanno una disposizione opposta e spesso sono fortemente trinervate con superfici inferiori tomentose;
- il colore dei fiori del raggio e del disco sono in prevalenza gialli o tonalità vicine;
- le corolle del disco sono profondamente lobate;
- le basi delle antere sono calcarate;
- le superfici stigmatiche sono continue all'interno dei rami dello stilo;
- il polline è spinoso e sferico.

Il genere di questa voce è descritto all'interno della tribù come "incertae sedis". In alcuni studi è associato al clade della sottotribù Paranepheliinae e in particolare al genere Chionopappus. Parte del problema relativo all'incapacità di classificare chiaramente questo genere è dovuto alla difficoltà di trovare nuove piante fresche da analizzare. Tuttavia il recente ritrovamento di una seconda specie del genere ha permesso di collocare, per il momento, il genere nella sottotribù Liabinae in base alle caratteristiche dello stilo e dei particolari cristalli di rafidi dell'achenio.
Le specie di questo genere sono individuate dai seguenti caratteri:
- le infiorescenze sono composte da capolini terminali e solitari su steli con foglie;
- la base delle foglie è fusa nella guaina nodale.

### Elenco delle specie
Per questo genere sono assegnate le seguenti 2 specie:
- Bishopanthus soliceps H.Rob.
- Bishopanthus werffii Pruski & R.Ortiz